# Геракл в подземном царстве
«Геракл в подземном царстве» (англ. Hercules in the Underworld) — четвёртый из пяти полнометражных фильмов о Геракле, которые стали пилотными к сериалу «Удивительные странствия Геракла». Режиссёр фильма Билл Л. Нортон, сценаристы Дэниэл Трули и Эндрю Деттманн. Продюсировали фильм Сэм Рэйми, Роберт Тейперт и др. Премьера фильма состоялась 7 ноября 1994 года в США.

## Сюжет
Много тысяч лет назад из бескрайнего хаоса родилась Земля и могучее небо. Начиналась эпоха мифов и легенд.
Его матерью была прекрасная смертная женщина Алкмена, а отцом — великий Зевс — громовержец. Геракл обладал невиданной силой. Силой, сравниться с которой могли лишь доброта его сердца и великодушие. Он странствовал по земле, сражаясь с приспешниками своей злобной мачехи Геры, всемогущей царицы Олимпа. Оскорбленная Гера решила отомстить за измену супруга и поклялась во что бы то ни стало убить Геракла.
И где бы ни появлялись силы зла, где бы ни страдали невинные, преодолевая все препятствия на своем пути, на помощь всегда приходил Геракл.
Геракл наслаждается семейной жизнью и уютным очагом, поселившись в одном из селений Греции. Он посвящает всего себя дому и детям, живя с женой Деянирой душа в душу. Но не перевелись ещё в мире силы зла, чтобы не осталось в нём места для новых подвигов героя. Вот и сейчас приходится Гераклу спасать городок от пришествия злобного великана, убивающего бойцов на ринге ради забавы во имя Геры.
Однако, главная беда впереди. В дом героя приходит девушка по имени Эола, которая рассказывает историю о том, что в её родной деревне разверзлась земля, а из трещины выходит наружу огонь, убивающий все живое вокруг. Жители деревни в отчаянии, и их последняя надежда — это помощь Геракла. Герою очень не хочется покидать дом и семью, но отказать в помощи людям он не в силах, поэтому поутру Геракл с Эолой отправляются в путь. Масла в огонь подливает кентавр Несс, работающий в доме сына Зевса. Он всячески досаждает Деянире разговорами о неверности её мужа в предстоящем путешествии, сам же открыто домогаясь её любви. Геракл оказывается свидетелем недостойного поведения Несса по отношению к собственной жене, и вовремя успевает уберечь любимую.
Тем временем герой с девушкой двигаются в сторону деревни, которую постигла непонятная напасть. Эола рассказывает Гераклу, что является Нурийской жрицей с детства, и жизнь её посвящена высшей цели, что исключает для неё возможность семейного счастья. Однако, есть некто по имени Лекастий, кто с этим не согласен, что доказывает его нападение на Геракла во время пути. Но до Глифона, места, где разверзлась земля, уже рукой подать, и вот герой опять смотрит в лицо смерти.
Он задается вопросом, бессмертен ли он, ведь в нём течет кровь богов, но появляющийся Зевс не дает окончательного ответа, советуя не вмешиваться и поберечь себя ради жены и детей. Геракл на распутье, он пытается принять верное решение, и чтобы почувствовать духовную поддержку любимой, обматывается теплым хитоном, который дала ему в дорогу Деянира. Никто из супругов не знал, что хитон, пропитанный кровью вероломного Несса, был заколдован самой Герой и призван задушить героя в смертельной хватке. Выведенный из себя очередным коварством и неуемной злобой мачехи, Геракл, сломя голову, бросается прямо в зияющую огненную бездну.
Геракл оказывается прямо в подземном мире мертвых. Старый перевозчик душ умерших Харон переправляет героя через реку забвения Стикс, вокруг раздаются жуткие стоны усопших грешников и вой хранителя царства Аида трехглавого пса Цербера. Встречаются на пути злодеи, собственноручно отправленные в мир иной Гераклом. И среди них кентавр Несс, который злорадствует, сообщая сыну Зевса, что его жена Деянира покончила с собой, как только узнала, что муж погиб по её вине. Он демонстрирует картинку Елисейских полей, загробный мир для праведников, где все усопшие пребывают в блаженном покое, при этом наслаждаясь нестерпимыми душевными муками героя. Но Геракл не собирается сдаваться. Он проникает на Елисейские поля, возвращает своей любовью память Деянире и во что бы то ни стало решает вернуть жену к жизни.
Хозяин подземного мира мертвых Аид предлагает своему племяннику Гераклу сделку: ему следует изловить сорвавшегося с цепи и будоражащего подземное царство Цербера, взамен любимая Геракла вернется к жизни на земле.
После долгой погони Геракл загоняет в угол трехглавого разъяренного монстра, но вовремя вспоминает слова жрицы о том, что любовь хранит в себе великую силу, и лаской возвращает Цербера на его законное место, не причиняя ему боли.
Мир воцаряется на земле. Лекастий и Эола наконец могут позволить себе быть счастливыми, а Геракл с Деянирой вернуться домой к своим детям и счастливой семейной жизни.

## В ролях
| Актёр        | Роль    |
| ------------ | ------- |
| Кевин Сорбо  | Геракл  |
| Энтони Куинн | Зевс    |
| Тони Китэйн  | Деянира |
| Майкл Херст  | Иолай   |
| Марли Шелтон | Лола    |
| Клифф Кертис | Несс    |

## Производство
Съёмки фильма проходили в Новой Зеландии.